# Corporación Universitaria Remington
Die Corporación Universitaria Remington, auch Uniremington, ist eine kolumbianische Privatuniversität. Sie wurde 1915 in Medellín gegründet, wo sie heute noch ihren Hauptsitz hat. In ganz Kolumbien hat sie 23 Niederlassungen.

## Geschichte
Der Unternehmer Gustavo Vásquez Betancourt schuf 1915 Studiengänge für Büroarbeiten, woraus die Handelsschule Remington entstand. Ihr Name leitete sich von der Schreibmaschine Remington ab. Nach Betancourts Tod 1967 führten seine Kinder die Schule weiter. Ziel war, die Nachfrage der öffentlichen und privaten Wirtschaft nach qualifiziertem Büropersonal zu decken. 1995 wurden erstmals Kurse (der Bereiche Betriebswirtschaft und Informatik) durch das kolumbianische Bildungsministerium als universitär anerkannt. 1996 nahm die Institution den Namen Corporación Universitaria Remington an. Seit 2001 bietet die Uniremington neben Präsenz- auch Fernunterricht an. 2010 wurde der Verlag Fondo Editorial Remington (FER) gegründet.

## Galerie

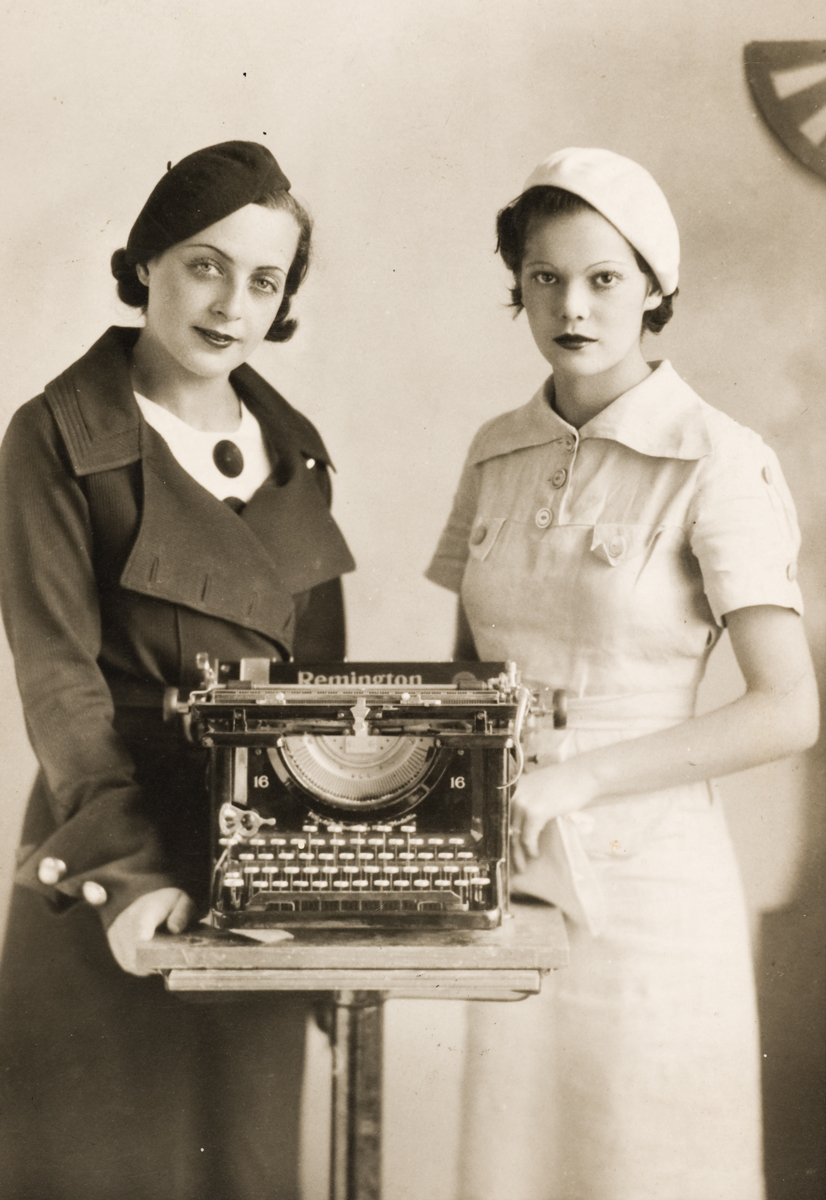
Studierende mit einer Remington-Schreibmaschine
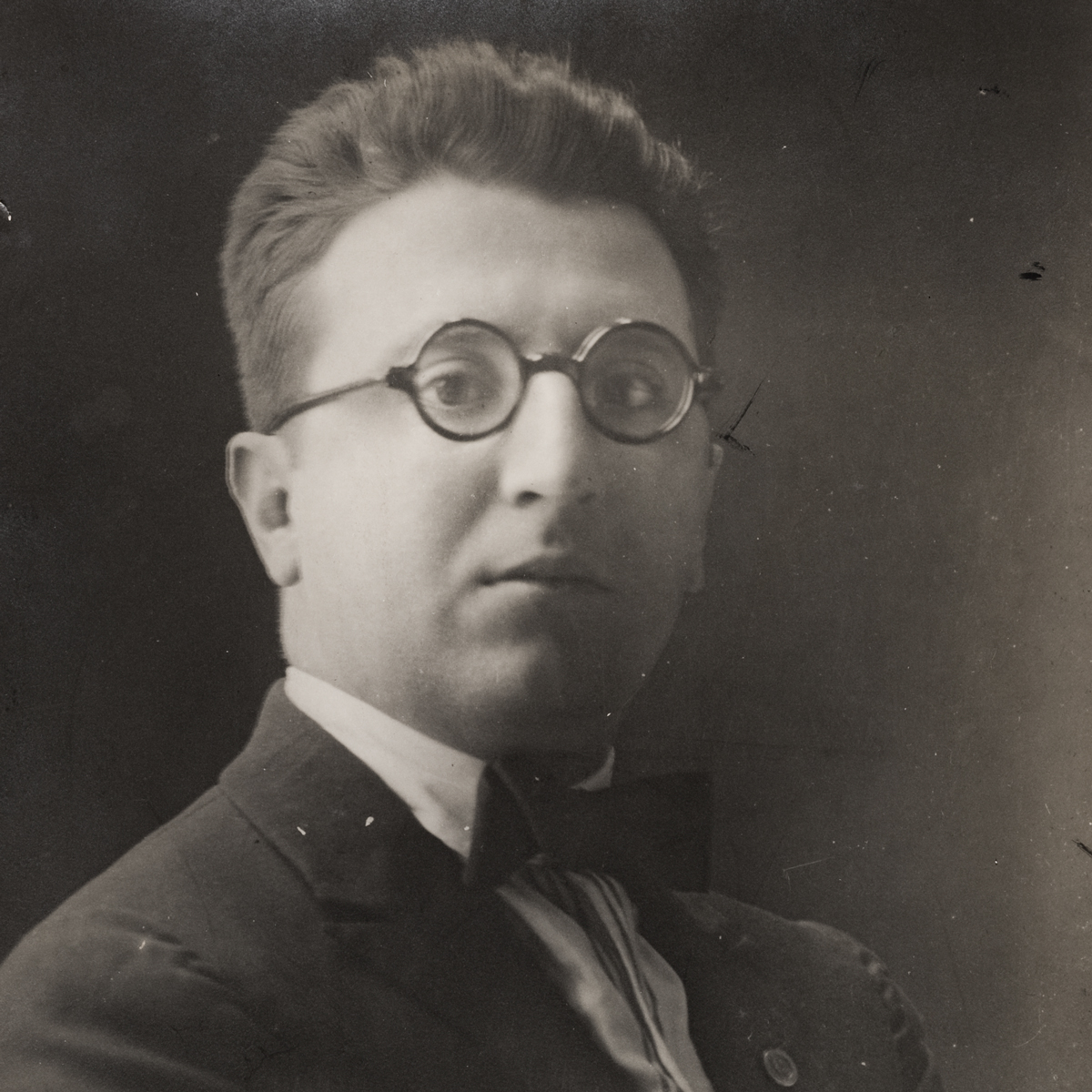
Der Gründer: Gustavo Vásquez Betancourt
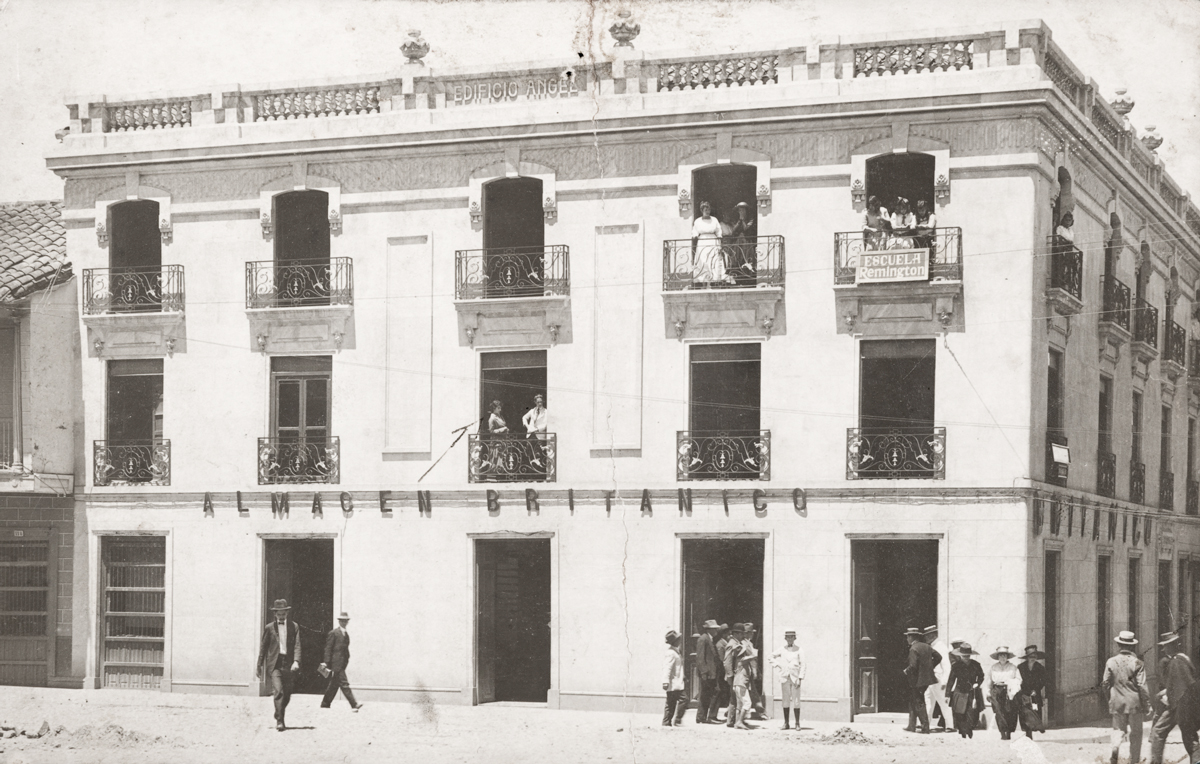
Der erste Sitz, Medellín 1915
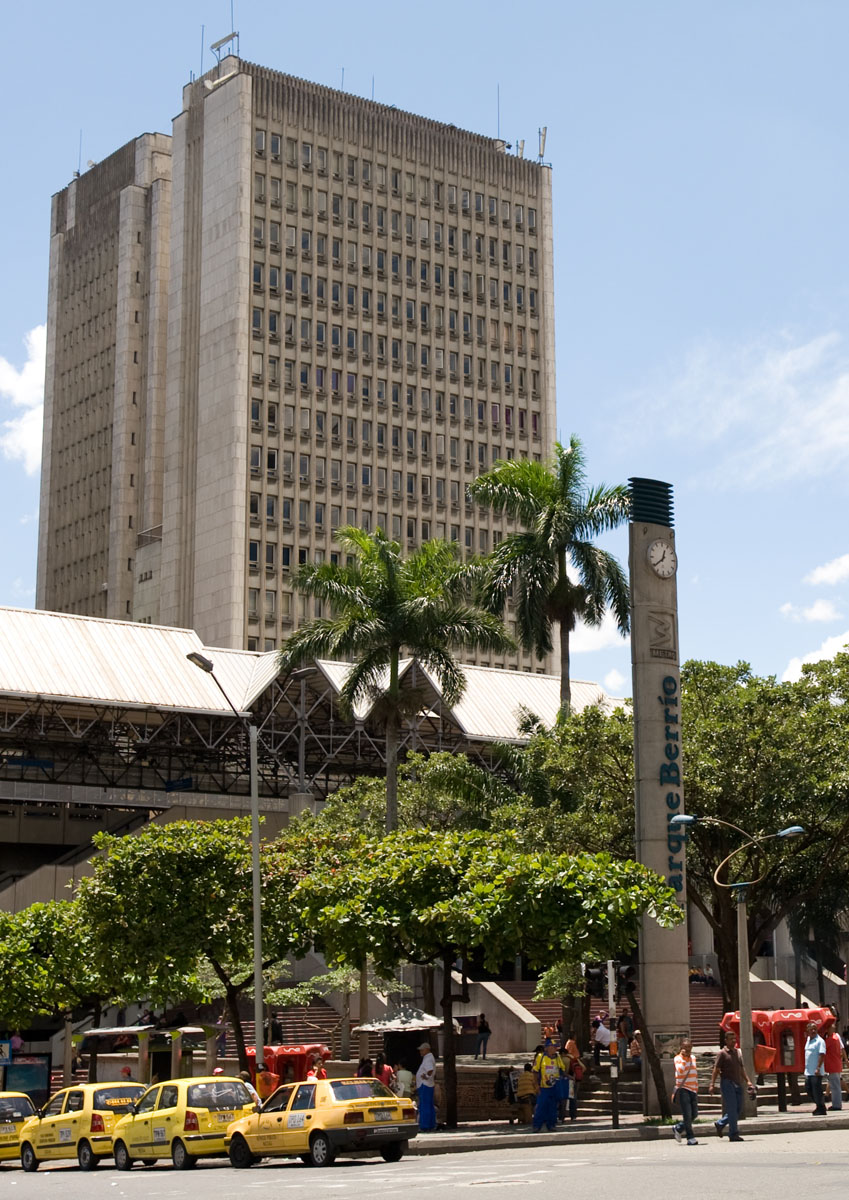
Der neue Hauptsitz in Medellín
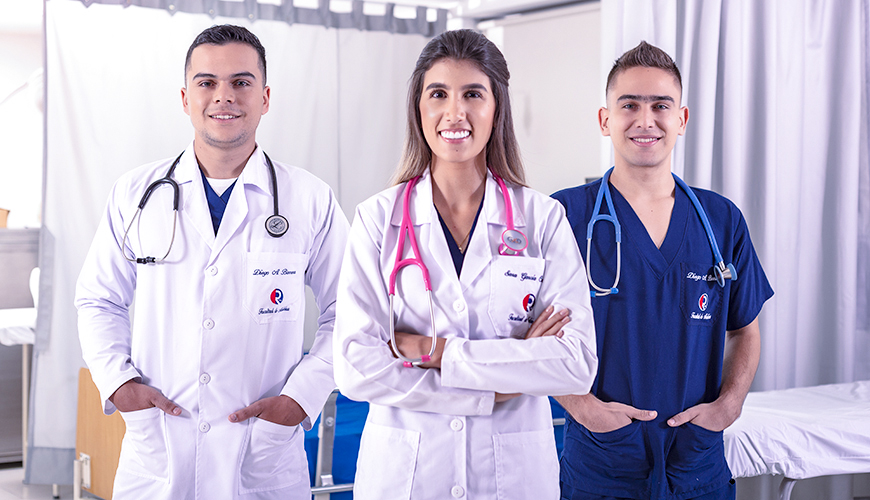
Angehörige der medizinischen Fakultät